# Solanum dulcamaroides
Solanum dulcamaroides är en potatisväxtart som beskrevs av Michel Félix Dunal. Solanum dulcamaroides ingår i släktet skattor som ingår i familjen potatisväxter. Inga underarter finns listade i Catalogue of Life.